# Élections législatives de 1973 dans l'Yonne
Les élections législatives françaises de 1973 se déroulent les 4 et 11 mars 1973. Dans le département de l'Yonne, trois députés sont à élire dans le cadre de trois circonscriptions.

## Élus
| Circonscription | Député sortant                             | Parti | Parti | Député élu ou réélu | Parti | Parti |
| --------------- | ------------------------------------------ | ----- | ----- | ------------------- | ----- | ----- |
| 1re             | Jean-Pierre Soisson                        |       | RI    | Jean-Pierre Soisson |       | RI    |
| 2e              | Georges Barillon suppléant de Jean Chamant |       | RI    | Jean Chamant        |       | RI    |
| 3e              | Gaston Perrot                              |       | UDR   | Jacques Piot        |       | UDR   |

## Résultats

### Résultats à l'échelle du département
| Parti                 | Parti                                   | Premier tour | Premier tour | Second tour | Second tour | Sièges |
| Parti                 | Parti                                   | Voix         | %            | Voix        | %           | Sièges |
| --------------------- | --------------------------------------- | ------------ | ------------ | ----------- | ----------- | ------ |
|                       | Républicains indépendants               | 49 546       | 33,98        |             |             | 2      |
|                       | Union des démocrates pour la République | 19 234       | 13,19        | 31 767      | 56,59       | 1      |
|                       | Divers droite                           | 1 209        | 0,83         |             |             | 0      |
|                       | Union des républicains de progrès       | 69 989       | 48,00        | 31 767      | 56,59       | 3      |
|                       |                                         |              |              |             |             |        |
|                       | Parti communiste français               | 32 453       | 22,26        | 24 365      | 43,41       | 0      |
|                       | Parti socialiste                        | 25 901       | 17,76        | Retrait     | Retrait     | 0      |
|                       | Union de la gauche                      | 58 354       | 40,02        | 24 365      | 43,41       | 0      |
|                       |                                         |              |              |             |             |        |
|                       | Mouvement réformateur                   | 16 351       | 11,21        | Retrait     | Retrait     | 0      |
|                       | Ligue communiste révolutionnaire        | 1 105        | 0,76         |             |             | 0      |
|                       |                                         |              |              |             |             |        |
| Inscrits              | Inscrits                                | 184 016      | 100,00       | 71 274      | 100,00      | 3      |
| Abstentions           | Abstentions                             | 34 428       | 18,71        | 12 705      | 17,83       |        |
| Votants               | Votants                                 | 149 588      | 81,29        | 58 569      | 82,17       |        |
| Blancs et nuls        | Blancs et nuls                          | 3 789        | 2,53         | 2 437       | 4,16        |        |
| Exprimés              | Exprimés                                | 145 799      | 97,47        | 56 132      | 95,84       |        |
| Source : Data.gouv.fr |                                         |              |              |             |             |        |

### Résultats par circonscription

#### Première circonscription (Auxerre)
|                | Jean-Pierre Soisson sortant réélu | RI (URP)             | 24 267 | 53,59  |  |  |  |
|                | Michel Bonhenry                   | PS (UGSD)            | 9 045  | 19,97  |  |  |  |
|                | Guy Fernandez                     | PCF                  | 7 372  | 16,28  |  |  |  |
|                | Juliène Cuffaut                   | Rad (MR)             | 3 496  | 7,72   |  |  |  |
|                | Pierre Laguillaumie               | Extrême gauche (LCR) | 1 105  | 2,44   |  |  |  |
|                |                                   |                      |        |        |  |  |  |
| Inscrits       | Inscrits                          | Inscrits             | 57 206 | 100,00 |  |  |  |
| Abstentions    | Abstentions                       | Abstentions          | 10 976 | 19,19  |  |  |  |
| Votants        | Votants                           | Votants              | 46 230 | 80,81  |  |  |  |
| Blancs et nuls | Blancs et nuls                    | Blancs et nuls       | 945    | 2,04   |  |  |  |
| Exprimés       | Exprimés                          | Exprimés             | 45 285 | 97,96  |  |  |  |

#### Deuxième circonscription (Avallon)
|                | Jean Chamant sortant réélu | RI (URP)       | 25 279 | 57,58  |  |  |  |
|                | Pierre Vigreux             | PCF            | 9 600  | 21,87  |  |  |  |
|                | Jean-Marcel Bichat         | PS (UGSD)      | 9 024  | 20,55  |  |  |  |
|                |                            |                |        |        |  |  |  |
| Inscrits       | Inscrits                   | Inscrits       | 55 538 | 100,00 |  |  |  |
| Abstentions    | Abstentions                | Abstentions    | 9 983  | 17,98  |  |  |  |
| Votants        | Votants                    | Votants        | 45 555 | 82,02  |  |  |  |
| Blancs et nuls | Blancs et nuls             | Blancs et nuls | 1 652  | 3,63   |  |  |  |
| Exprimés       | Exprimés                   | Exprimés       | 43 903 | 96,37  |  |  |  |

#### Troisième circonscription (Sens)
| Candidat       | Candidat         | Parti          | Premier tour | Premier tour | Second tour | Second tour |  |
| Candidat       | Candidat         | Parti          | Voix         | %            | Voix        | %           |  |
| -------------- | ---------------- | -------------- | ------------ | ------------ | ----------- | ----------- |  |
|                | Jacques Piot élu | UDR (URP)      | 19 234       | 33,98        | 31 767      | 56,59       |  |
|                | Jean Cordillot   | PCF            | 15 481       | 27,35        | 24 365      | 43,41       |  |
|                | Étienne Braun    | CD (MR)        | 12 855       | 22,71        | Retrait     | Retrait     |  |
|                | Michel Joch      | PS (UGSD)      | 7 832        | 13,83        | Retrait     | Retrait     |  |
|                | M. Bunel         | Divers droite  | 1 209        | 2,14         |             |             |  |
|                |                  |                |              |              |             |             |  |
| Inscrits       | Inscrits         | Inscrits       | 71 272       | 100,00       | 71 274      | 100,00      |  |
| Abstentions    | Abstentions      | Abstentions    | 13 469       | 18,9         | 12 705      | 17,83       |  |
| Votants        | Votants          | Votants        | 57 803       | 81,1         | 58 569      | 82,17       |  |
| Blancs et nuls | Blancs et nuls   | Blancs et nuls | 1 192        | 2,06         | 2 437       | 4,16        |  |
| Exprimés       | Exprimés         | Exprimés       | 56 611       | 97,94        | 56 132      | 95,84       |  |